# Cornelio a Lapide
Cornelio a Lapide (Bocholt, 18 dicembre 1567 – Roma, 12 marzo 1637) è stato un gesuita ed esegeta fiammingo.

## Biografia
Il suo vero nome era Cornelis Cornelissen van den Steen, poi latinizzato in Cornelio a Lapide (van den Steen: a lapide, in italiano: dalla pietra). Nacque nei pressi di Liegi. Studiò Lettere e filosofia presso i collegi dei gesuiti di Maestricht e Colonia, e teologia presso le Università di Douai e Lovanio; entrò nella Compagnia di Gesù l'11 giugno 1592, e, dopo due anni di noviziato e un altro anno di teologia, fu ordinato sacerdote il 24 dicembre, 1595. Dopo aver insegnato filosofia per un anno e mezzo, divenne professore di Sacra Scrittura a Lovanio nel 1596 e l'anno successivo divenne professore di ebraico presso la stessa università. Il 3 novembre 1616 fu chiamato a Roma, dove insegnò Sacra Scrittura ed ebraico presso il Collegio Romano fino alla morte, avvenuta il 22 marzo 1637.
Nel 1634 si espresse circa lo stato di conservazione delle Reliquie di Santa Rosalia, rinvenute in una grotta del Monte Pellegrino a Palermo il 15 Luglio 1624. Descrivendo il corpo della santa palermitana il Cornelio così si espresse: L'umore originario del freddo luogo fluendo tutt'intorno sul corpo morto di Rosalia, e solidificandosi per il passare del tempo,aveva formato per lei come una piccola arca cristallina, e come un sarcofago traslucido. Come se al patrio monte non fosse sembrato abbastanza offrire tutto se stesso per seppellire la sua cittadina e figlia, se non avesse profuso su di lei per dotarla di un tumulo più illustre e per conservarla nel profondo anche le sue lagrime, fuoriuscite goccia a goccia dal sopracciglio del giogo e gemmanti quasi per un crudo dolore; sicché Rosalia non sembra tanto che giaccia nel sepolcro, quanto piuttosto una rosa che brilla nel cristallo.

## Commentari biblici
Cornelio a Lapide scrisse ampi commentari su tutti i libri del Canone cattolico della Scrittura, con le sole eccezioni del Libro di Giobbe e dei Salmi. Già prima di lasciare le Fiandre, curò i Commentaria in omnes divi Pauli epistolas (1614) e i Commentaria in Pentateuchum Moysis (1616), entrambi pubblicati ad Anversa. Il monumentale progetto di un commento enciclopedico di tutti i libri della Bibbia fu interrotto solo dalla sua morte nel 1637. Nel corso della sua vita a Lapide pubblicò commentari sui Profeti maggiori e minori, sugli Atti degli Apostoli, sulle Lettere Canoniche, sull'Apocalisse di San Giovanni, sul Siracide e sul Libro dei Proverbi. Il resto della sua opera fu pubblicato postumo. Tutte le opere furono più volte rielaborate, sia separatamente che collettivamente. Solo durante la sua vita furono pubblicate undici edizioni del Commentario sulle Epistole di San Paolo. La serie completa, con i commentari a Giobbe e ai Salmi aggiunti da altri autori, fu pubblicata ad Anversa nel 1681 e nel 1714; a Venezia nel 1717, nel 1740 e nel 1798; a Colonia nel 1732; a Torino nel 1838; a Lione nel 1839-42, nel 1865 e nel 1866; a Malta nel 1843-46; a Napoli nel 1854; a Lione e Parigi nel 1855 e 1856; a Milano nel 1857; a Parigi, 1859-63.
Un estratto del commentario agli Atti apparve nel 1737 a Tyrnau, con il titolo: Effigies Sancti Pauli, sive idea vitæ apostolicæ. Una grande opera in 4 voll., Les trésors de Cornelius a Lapide: extraits de ses commentaires de l'écriture sainte à l'usage des prédicateurs, des communautés et des familles chrétiennes dell'Abbé Barbier venne pubblicata a Le Mans e Parigi nel 1856 e ristampata varie volte a Parigi negli anni successivi (1859, 1872, 1876, 1885, 1896); una traduzione italiana dell'opera, realizzata da F. M. Faber, fu pubblicata a Parma in 10 voll., in-16º tra il 1869 e il 1870.
L'edizione più citata fu completata da Crampon e Péronne con l'aggiunta di note di interpreti più recenti. I commentari di a Lapide sono molto estesi. Spiegano non solo il significato letterale della Scrittura, ma anche quello allegorico, tropologico, e anagogico, e forniscono un gran numero di citazioni dei Padri della Chiesa e dei successivi interpreti della Sacra Scrittura. Come la maggior parte dei commentatori del suo tempo a Lapide non intendeva solo dare il proprio contributo allo studio storico e scientifico della Bibbia ma voleva anche essere utile ai predicatori e fornire spunti di meditazione ai fedeli. Lo scopo di Cornelio era soprattutto quello di aiutare i predicatori, offrendo loro un commentario biblico moderno. In questo modo a Lapide contribuì in modo significativo a mettere in pratica ciò che il Concilio di Trento chiedeva: un ritorno della Chiesa alle fonti bibliche.
L'opera ebbe successo anche nei paesi protestanti. Il teologo luterano Georg Heinrich Götze scrisse una tesi accademica, Exercitatio theologica de Cornelii a Lapide Commentariis in Sacram Scripturam (Lipsia, 1699), in cui elogia l'autore gesuita come il più importante degli esegeti biblici cattolici. Una traduzione in inglese dei commentari di Cornelio a Lapide fu pubblicata in Inghilterra dal Rev. Thomas W. Moseman, un pastore anglicano, con il titolo, The great Commentary of Cornelius a Lapide (Londra, 1876). Un manoscritto nella Biblioteca Vaticana contiene una traduzione araba del Commentario sull'Apocalisse, realizzata da Yusuf ibn Girgis all'inizio del XVIII secolo. Si ritiene che lo stesso scrittore maronita abbia tradotto il Commentario sulle epistole di San Paolo.

## Opere

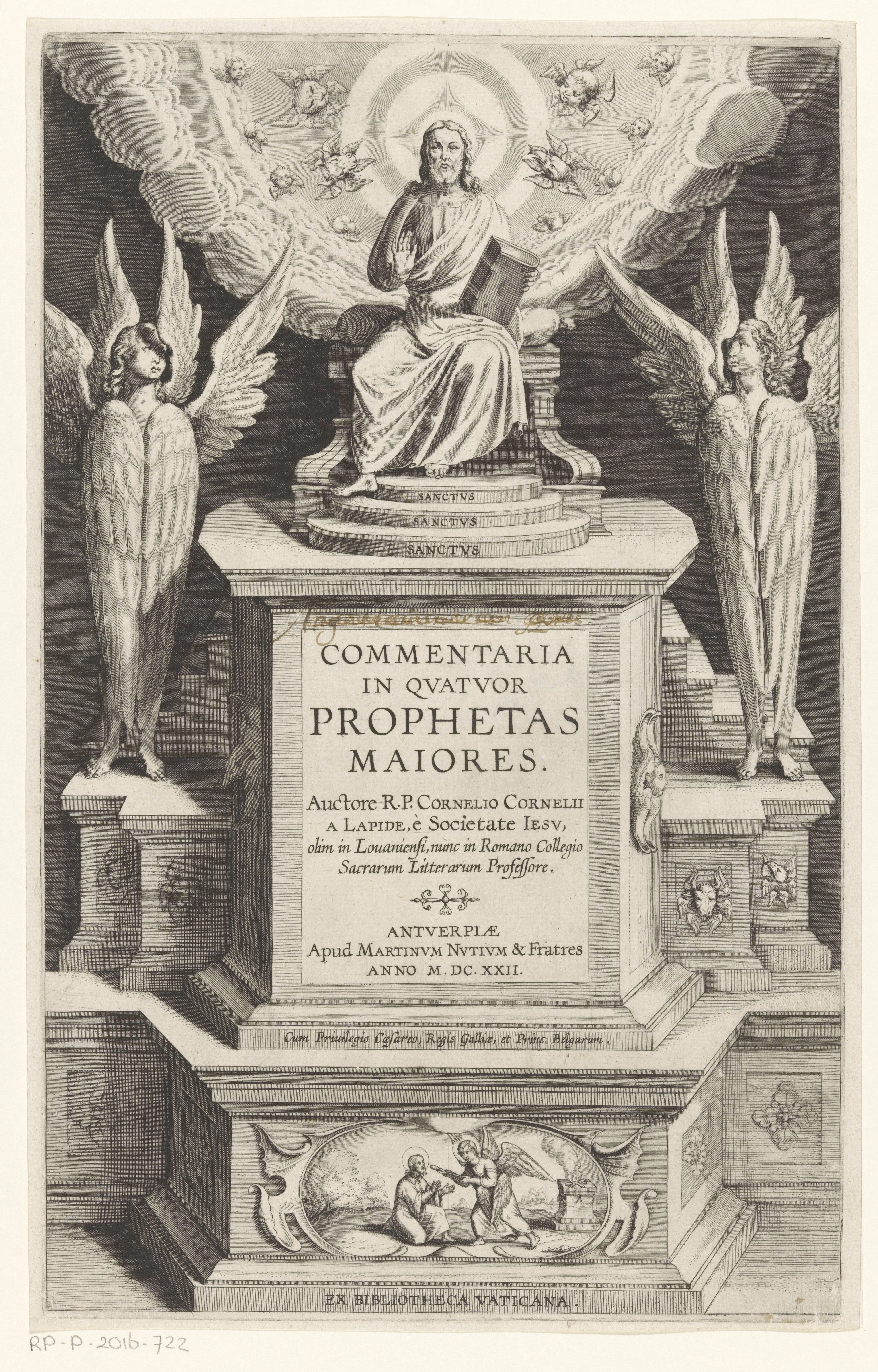
Cornelio a Lapide, Commentaria in quatuor prophetas maiores, Anversa, Martinus III Nutius, 1622.

- (LA) Cornelio a Lapide, Commentaria in omnes D. Pauli Epistolas, Antverpiæ, apud heredes Martini Nutii, & Ioannem Meursium, 1614.
- (LA) Cornelio a Lapide, Commentaria in Pentateuchum Moysis, Antverpiæ, apud heredes Martini Nutii, & Ioannem Meursium, 1616.
- (LA) Cornelio a Lapide, Commentaria in Ieremiam prophetam, Threnos, et Baruch, Antverpiæ, apud Martinum Nutium & Fratres, 1621.
- (LA) Cornelio a Lapide, Commentaria in Acta Apostolorum, Epistolas Canonicas et Apocalypsin, Antverpiæ, apud Martinum Nutium, 1627.
- (LA) Cornelio a Lapide, Commentaria in Ecclesiasten, Canticum canticorum et Librum Sapientiae, Antverpiæ, apud Martinum Nutium, 1638.
- (LA) Cornelio a Lapide, Commentaria in Quattuor Evangelia, vol. 1, Antverpiæ, apud haeredes Martini Nutii, 1639.
- (LA) Cornelio a Lapide, Commentaria in Quattuor Evangelia, vol. 2, Antverpiæ, apud haeredes Martini Nutii, 1639.
- (LA) Cornelio a Lapide, Commentarius in Josue, Judicum, Ruth, IV Libros Regum et II Paralipomenon, vol. 1, Antverpiæ, apud Ioannem Meursium, 1642.
- (LA) Cornelio a Lapide, Commentarius in Josue, Judicum, Ruth, IV Libros Regum et II Paralipomenon, vol. 2, Antverpiæ, apud Ioannem Meursium, 1642.
- (LA) Cornelio a Lapide, Commentarius in Esdram, Nehemiam, Tobiam, Judith, Esther,et Machabæos, Antverpiæ, apud Joannem & Jacobum Meursios, 1645.